# Merritt (Colombie-Britannique)
 (octobre 2014).
Si vous disposez d'ouvrages ou d'articles de référence ou si vous connaissez des sites web de qualité traitant du thème abordé ici, merci de compléter l'article en donnant les références utiles à sa vérifiabilité et en les liant à la section « Notes et références ».
Merritt est une cité (city) de la vallée Nicola du centre-sud de la Colombie-Britannique au Canada.
La municipalité s'est développée en 1893 lorsqu'une partie des ranchs appartenant à William Voght, Jesus Garcia et John Charters a été étudiée pour devenir un lieu où fonder une cité.
La municipalité s'appelait Forksdale avant 1906 et prit dès lors le nom de Merritt en l'honneur d'un ingénieur minier et promoteur de chemin de fer dénommé William Hamilton Merritt III. La cité de Merritt abrite également une radio locale, un journal hebdomadaire local et le campus de l'Institut de Technologie de la Vallée Nicola. Il y a dans les environs quatre parcs provinciaux, plus d'une centaine de lacs et plusieurs sentiers récréatifs. Merritt est officiellement qualifiée comme étant la capitale de la Musique Country au Canada.

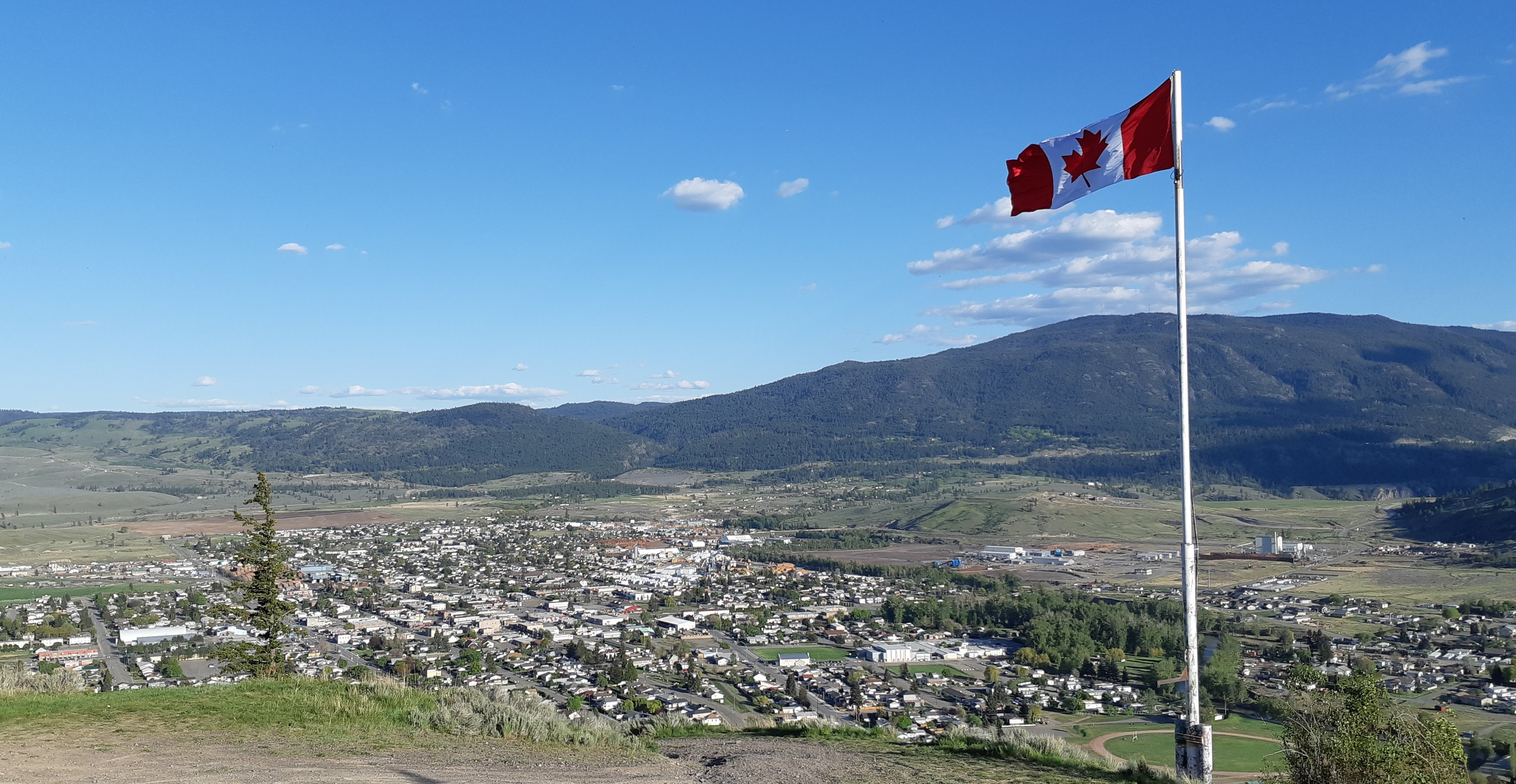
Merritt, C.-B., vu de Norgaard Lookout en mai 2019.

## Histoire
Pendant des années, la région de Merritt a été utilisée comme un lieu de rassemblement par des colons, des groupes des Premières nations et les pionniers du transport. Au fil du temps les terres ont intéressé les colons qui désiraient établir des ranchs et c'est ainsi que les premiers ranchs apparurent au milieu du XIXe siècle.
Dans les années 1880, les trois ranchs appartenant à William Voght, Jesus Garcia et John Charters, qui étaient situés à l'intersection de la rivière Coldwater et Nicola, sont devenus le centre de la communauté agricole connue sous le nom The Forks. L'intérêt envers les dépôts de charbons au sud a augmenté drastiquement lorsque le chemin de fer Canadian Pacific fut terminé.
Une partie des ranchs appartenant à William Voght, Jesus Garcia et John Charters a été étudiée pour devenir le lieu où fonder la municipalité Fowrksdale, mais les habitants de la cité n'aimaient pas le nom[réf. nécessaire]. Au lieu de garder ce nom, ils ont décidé de le changer en 1906 pour Merritt en l'honneur d'un ingénieur minier et promoteur de chemin de fer dénommé William Hamilton Merritt III.
Le magasin d'Armstrong fut déplacé au printemps 1907 pour se retrouver sur l'avenue Nicola dans la cité Merritt. Ce magasin devint le premier bureau de poste de la municipalité en 1908. Outre les industries développées dans la vallée, incluant l'élevage, l'exploitation minière de cuivre et la foresterie, de nombreux nouveaux bâtiments furent construits.
Le premier hôtel de ville de Merritt fut construit en 1912. Le sous-sol servait de prison, l'étage plus haut de bureaux administratifs et le dernier étage était le siège des bureaux de police. Le bâtiment comprenait une tour qui abritait une sirène pour appeler les pompiers volontaires.
Le nom des rues de Marritt fut attribué en fonction de ses premiers colons. Parmi ces derniers on retrouve : Charters, Chapman, Cleasby, Garcia, Voght, Coutlee, Nicola, Granite et Quilchena.
Au fil du temps, la cité a grandi et une pharmacie, un magasin général, une taverne et un magasin de bijoux s'y sont installés. La première source d'énergie électrique de la cité est apparue au mois de février 1913.
Les premiers immigrants majoritairement Sikh sont arrivés à Merritt dans les années 1950 de la région indienne de Punjab. Un afflux important d'immigrants est arrivé vers la fin des années 1960 et le début des années 1970 pour travailler dans le secteur forestier en plein essor à cette époque.
Lors des inondations en Colombie-Britannique et dans l'État de Washington en novembre 2021, la ville a été largement inondée et une partie de ses habitants ont dû être évacués.

## Communauté
La cité est composée de cinq zones résidentielles distinctes : Bench, Collettville, Central, Diamondvale, et Lower Nicola. Bench est un replat de montagne résidentiel, d'où le nom (Bench en anglais signifiant banc en français), situé sur la côte nord-ouest de la vallée. Collettville, sur le bord sud-ouest de la communauté de la rivière Coldwater, est le plus récent ajout à Merritt, rejoignant la municipalité en 1995. Central est situé au sud du centre-ville. Diamondvale est situé au cœur de la vallée, et est la plus peuplée. Lower Nicola est à environ dix kilomètres à l'extérieur de la municipalité de Merritt, mais la plupart de ses habitants travaillent dans la cité. Chaque région possède une école élémentaire: 
- Bench Elementary pour la région de Bench
- Collettville Elementray pour la région de Collettville qui offre l'immersion française
- Central Elementary pour la région de Central
- Diamondvale Elementary pour la région de Diamondvale
- Nicola Canford Elementary pour la région Lower Nicola.

Il y a aussi dans la région une école pour les préadolescents de 10 à 13 ans soit Coquihalla Middle School et une école secondaire Merritt Secondary School. La cité possède aussi le musée Nicola Valley Museum and Archives.

## Commerce et industrie
Les industries primaires de nos jours sont l'élevage, l'agriculture, la foresterie, le transport et le tourisme.
Le 18 mars 2008, la société Walk of Stars a annoncé que le temple de la renommée de la musique country canadienne serait relocalisé de Calgary à Merritt.
Une nouvelle activité a vu le jour à Merritt. Le Pacific Forest Rally, un rallye tout-terrain mené dans le cadre de la série de championnat canadien des rallyes chaque octobre. Le rallye annuel Thunderbird commence et se termine souvent à Merritt.

## Merritt au cinéma
Merritt a servi de décor pour le film De beaux lendemains nommé aux Academy Awards. Le premier épisode de ''Smallville'' a été en partie tourné à Merritt. La Promesse avec Jack Nicholson et The Wicker Man (2006) avec Nicolas Cage ont également été tournés en partie dans la région.

## Sports
Merritt est le foyer de la plus grande franchise de la Ligue de hockey en Colombie-Britannique avec les Centennials de Merritt.
Chaque année, la cité de Merritt abrite du rodéo professionnel dans la vallée Nicola le samedi et le dimanche de la fête du Travail chaque année.
Merritt abrite également le club mineur de crosse avec comme équipe les Thunder de la vallée Nicola.
La vallée Nicola et Merrit disposent de deux terrains de golf : le Golf Country Club au centre-ville de Merritt et le Quilchena, terrain de golf du lac, situé à 15 minutes à l'est de la cité historique à Quilchena.
La municipalité de Merritt dispose d'un parc de planche à roulettes, d'un parc pour vélo et de nombreux sentiers pédestres.
Les Panthers (Panthères en français) de l'école secondaire de Merritt jouent, autant les équipes féminines que masculines, en volley-ball, basket-ball et rugby.
Il y a aussi une ligue de balle molle locale et un club de natation les Otters (loutres en français) au centre aquatique de la vallée Nicola.

## Média
La cité de Merritt a une station de radio locale, Q101, et un journal, The Herald Merritt, qui est publié chaque mardi et chaque jeudi.

## Démographie
Merritt avait une population de 7 139 personnes en 2016. Le revenu moyen des ménages en 2005 pour la municipalité de Merritt était de 44 280 $ ce qui est inférieur à la moyenne provinciale de la Colombie-Britannique avec 52 709 $.
| 2001  | 2006  | 2011  | 2016  |
| ----- | ----- | ----- | ----- |
| 7 088 | 6 998 | 7 113 | 7 139 |